# Hôtel de ville d'Odessa
L' Hôtel de ville (ukrainien Будинок Одеської міської ради) est un bâtiment classé en Ukraine à Odessa à l'angle des rues Primorski et Pouchkine.

## Histoire
Construit entre 1828 et 1934 Francesco Boffo et Gregorio Toricelli, il fut reconstruit entre 1871 et 1873 par Franz Morandi. 

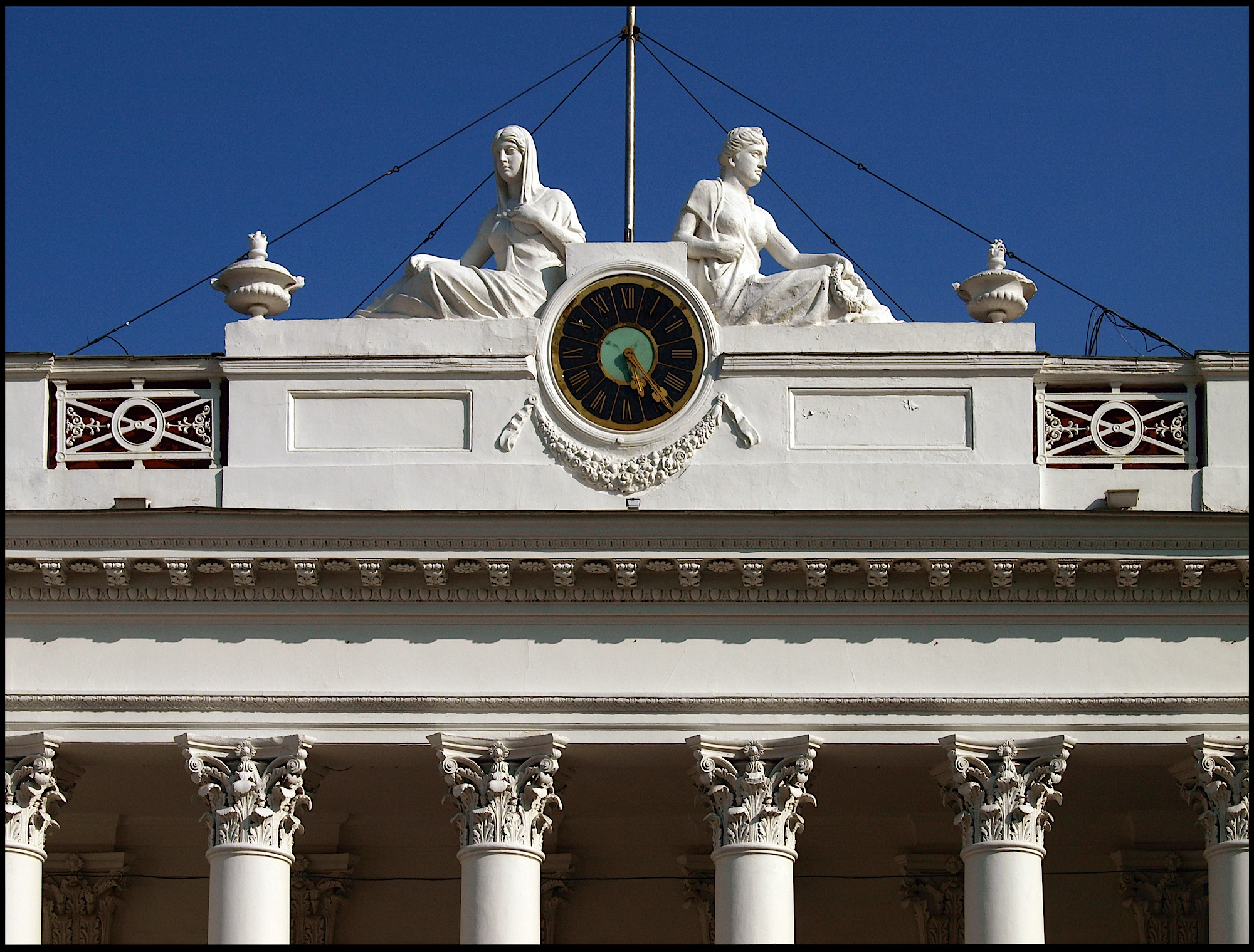
Colonnade et fronton,
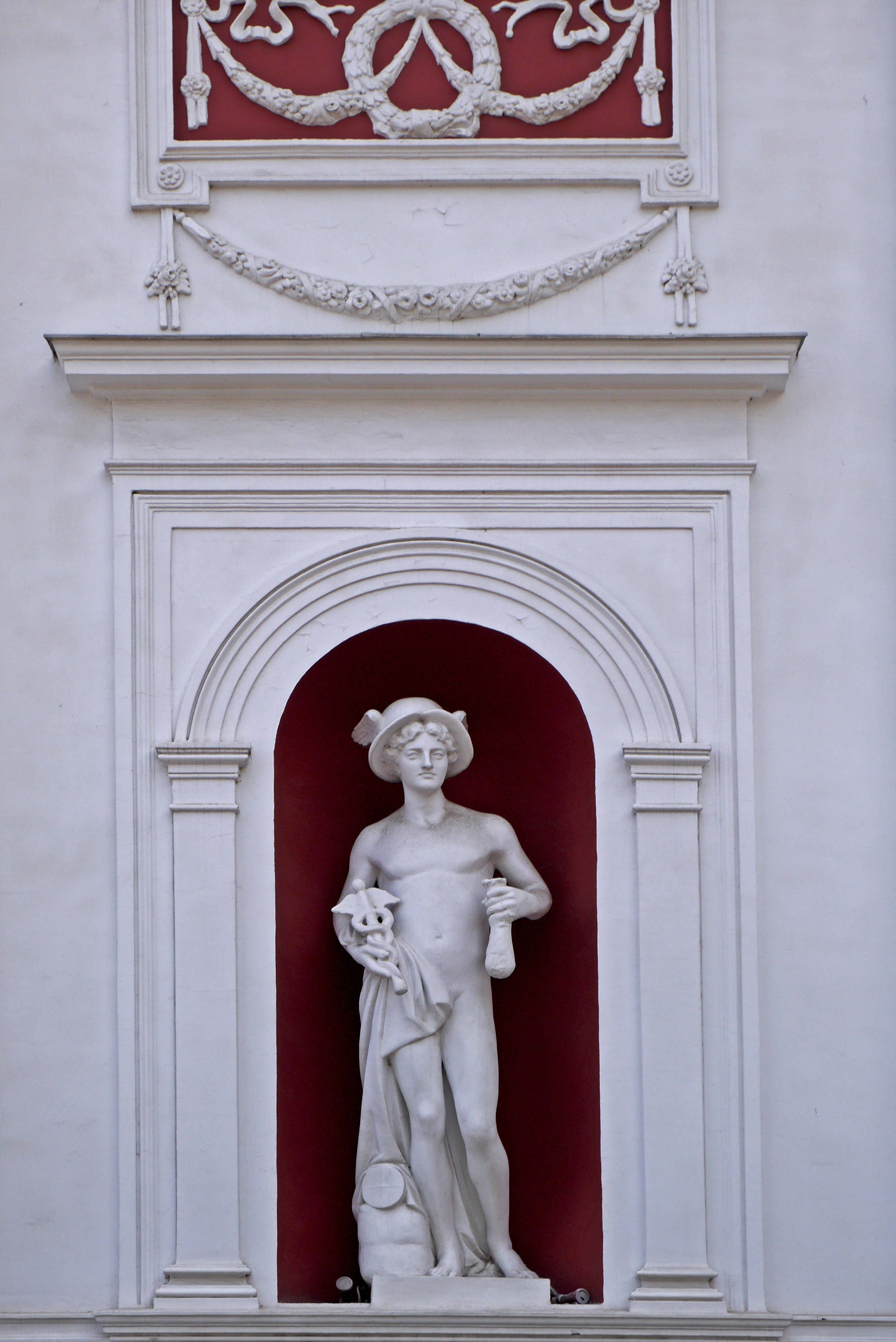
statue de Mercure
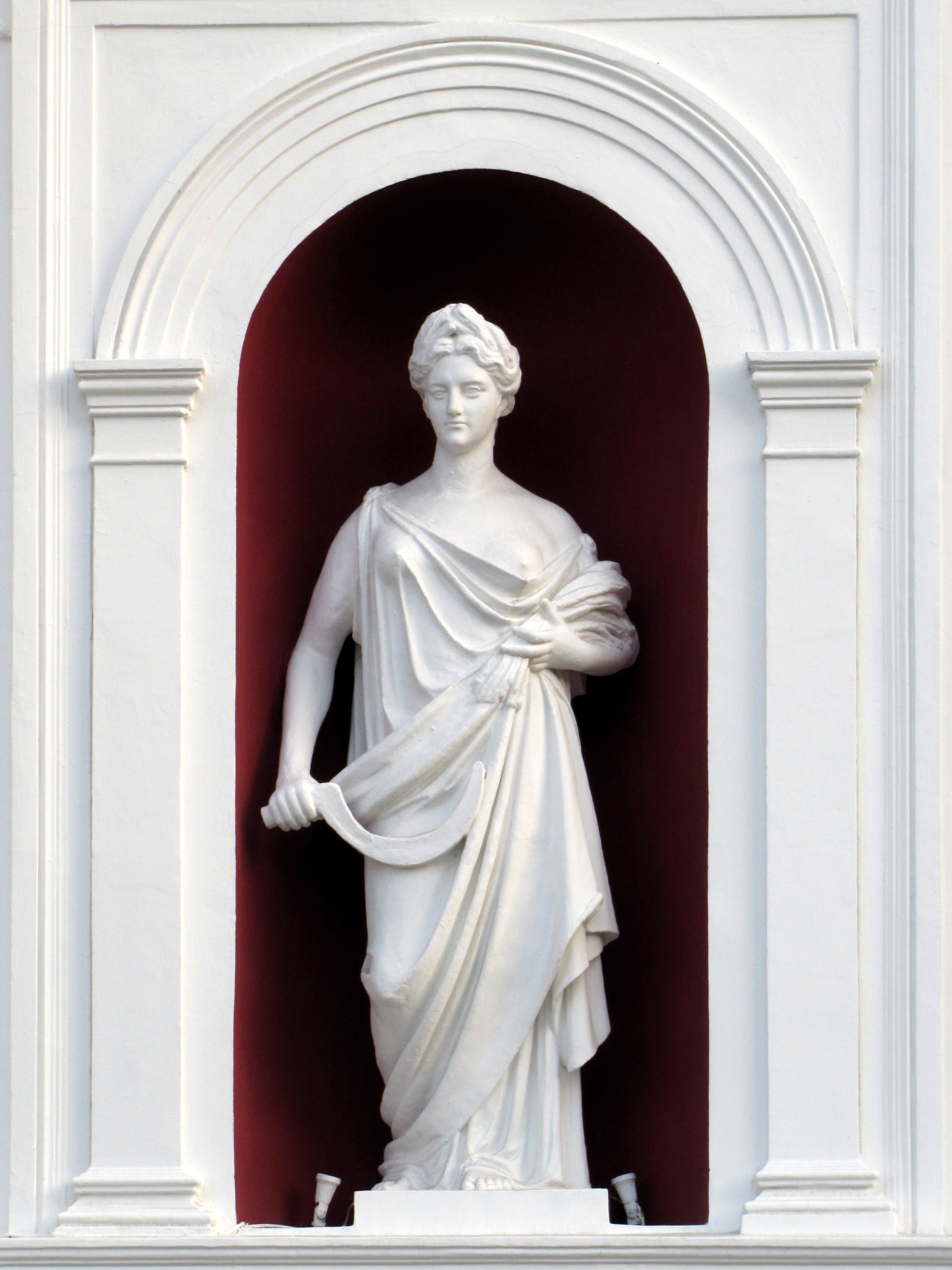
de Cérès,
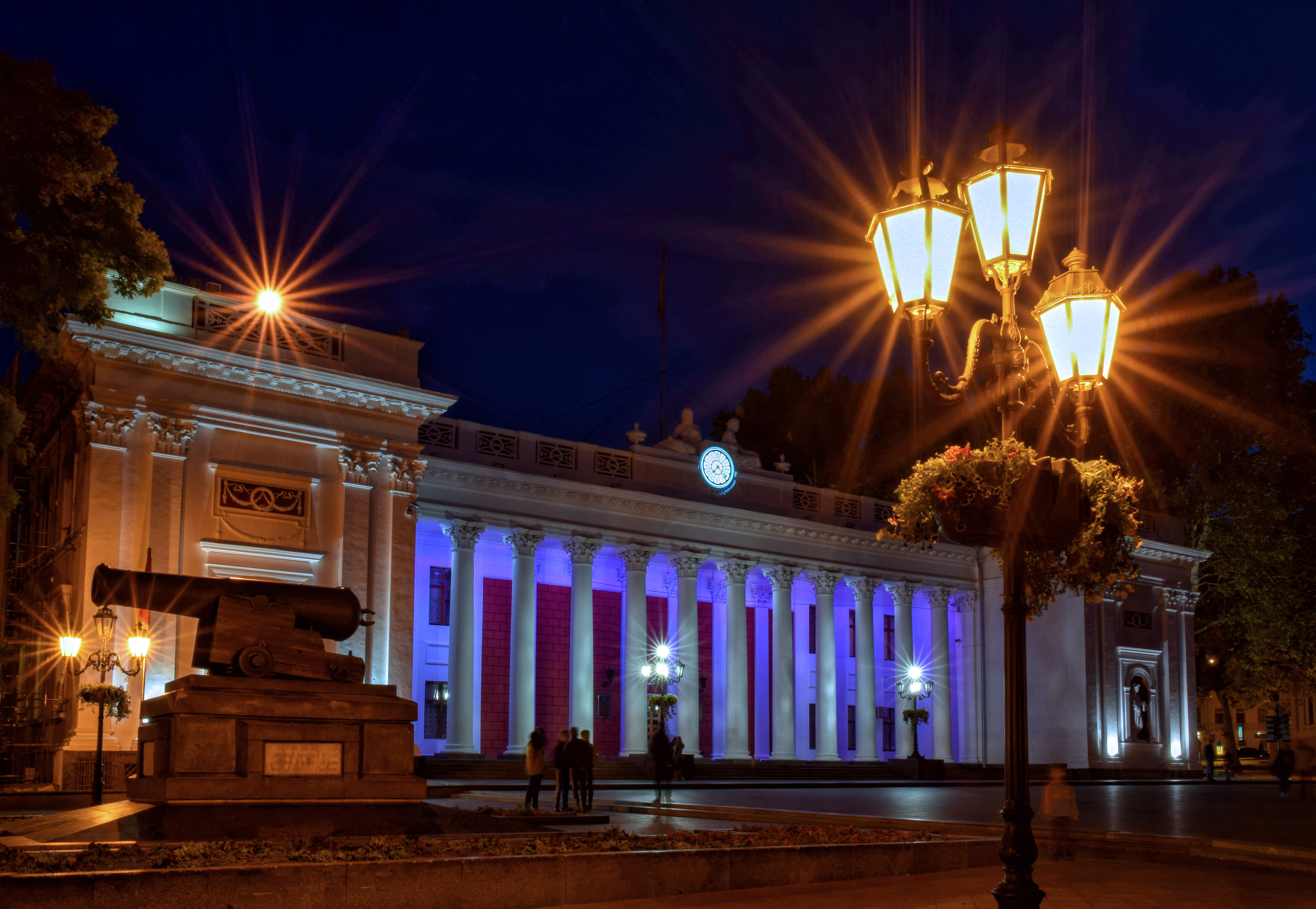
vue nocturne.